# Aphelinus certus
Aphelinus certus är en stekelart som beskrevs av Yasnosh 1963. Aphelinus certus ingår i släktet Aphelinus och familjen växtlussteklar. Inga underarter finns listade i Catalogue of Life.